# Mark Kozelek
Mark Kozelek er en amerikansk musiker, sangskriver og producer. Han er bedst kendt som frontmand i Red House Painters og Sun Kil Moon, men har også udgivet en lang række soloplader i eget navn. Endvidere er han stifter og ejer af pladeselskabet Caldo Verde Records.